# 加藤曳尾庵
加藤 曳尾庵（かとう えびあん/えいびあん、宝暦13年（1763年）- 没年不詳）は、江戸時代後期の文人、医師、俳諧宗匠。幼名は平吉、名は玄亀、南竹軒とも号した。

## 人物
宝暦13年、水戸藩士・沼田直充の三男として、水戸に生まれる。20歳を過ぎて両親と共に江戸へ出府し、小石川の水戸藩上屋敷に入る。天明8年（1788年）、26歳で水戸藩を致仕し、諸国へと遊歴。
寛政8年（1796年）、再び江戸に戻る。時期は明らかでないが、幕府奥医師の山本永春院に医術を学んでいたところ、文化2年（1805年）、下谷の医師・加藤玄悦の看板を買い、これより加藤姓を称した。
江戸においては、大田南畝（蜀山人）が企画した、文人らによる古物・古画の鑑賞会である「雲茶会」の一員となり、南畝、山東京伝、山東京山、谷文晁らと交友を重ね、また曲亭馬琴、屋代弘賢、古筆了意らとも交流した。文化12年（1815年）2月には、大黒屋光太夫に面会して終日ロシアの話を聞いたという。
文化13年（1816年）、田原藩三宅侯の抱医師となり、同藩の渡辺崋山とも交友。文政2年（1819年）、田原藩を致仕し、その後は、板橋宿において手習いの師匠のかたわら医業を営んだ。
著書として、江戸の世相風俗について記した日記風の随筆『我衣（わがころも）』19巻（文化8年/1811年成立）がある。